# Frédéric Auguste Bartholdi
Frédéric Auguste Bartholdi (n. 2 august 1834, Colmar - d. 5 octombrie 1904, Paris) a fost un sculptor francez, originar din Alsacia.
A început studiul arhitecturii în Alsacia și apoi la Paris, a continuat cu studiul picturii, la Paris, cu Ary Scheffer, dar a abandonat pictura în favoarea sculpturii, pe care a studiat-o cu Antoine Étex și J.-F. Soitoux, artă de care s-a ocupat apoi exclusiv.
Printre lucrările sale celebre se numără "Francesca da Rimini" (1852), "Monumentul lui Martin Schongauer" (1863), "Le Vigneron" (1870) și "Vercingetorix" (1872).

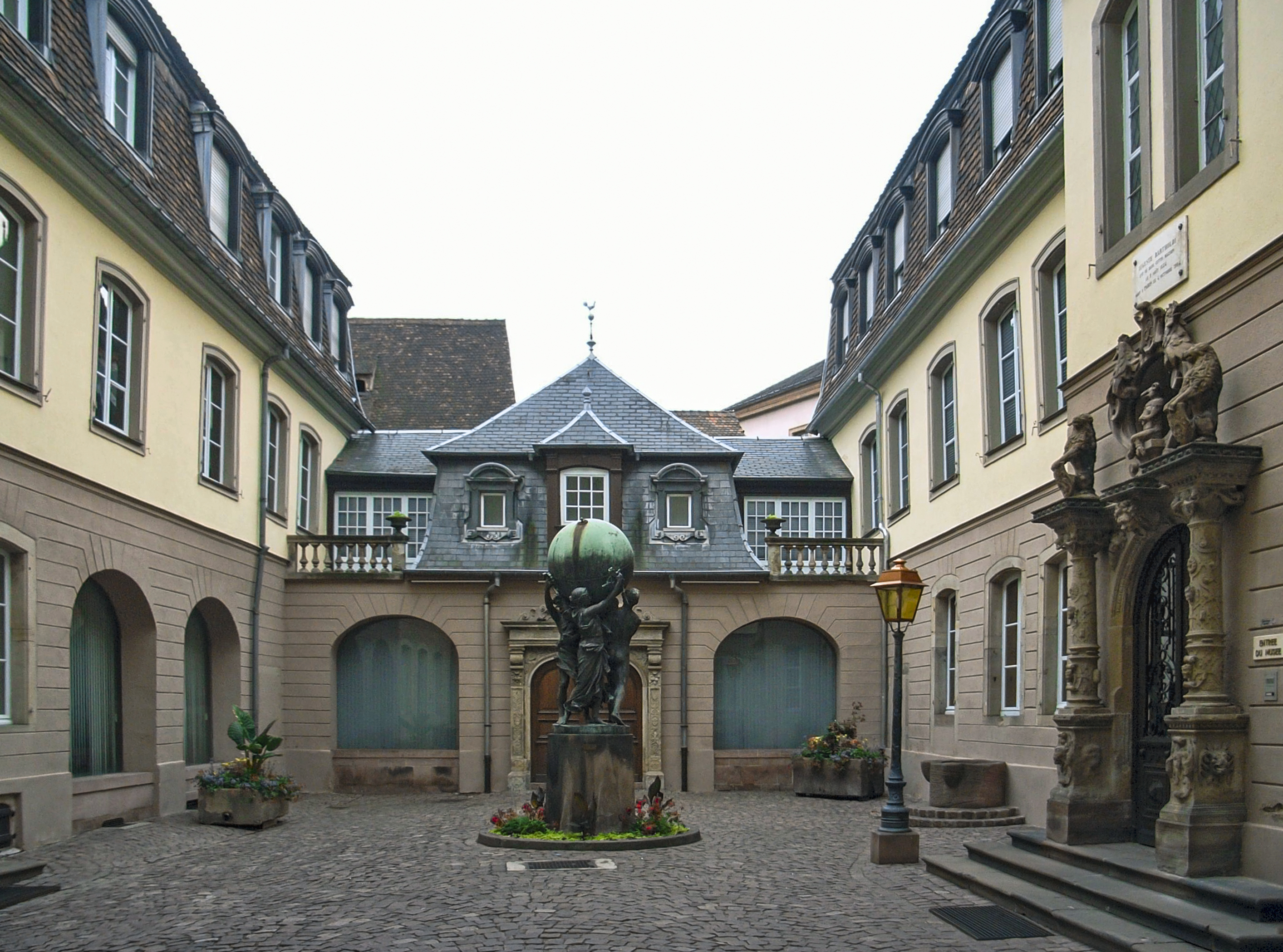
Casa unde s-a născut Bartholdi, amenajată ca muzeu

Cea mai cunoscută lucrare a sa este însă Statuia Libertății din New York. O replică a statuii, de mai mici dimensiuni, este instalată la Paris, pe Île des Cygnes de pe Sena, în timp ce statuia originală, care a servit de model, se află expusă tot în Paris, și anume în Grădina Luxemburg. 
Tot la Paris există și Flacăra Libertății din Paris, monument reprezentând doar flacăra, în mărime naturală, a Statuii Libertății din New York.
O altă sculptură celebră este Leul din Belfort, aflată în fața peretelui stâncos pe care este așezată Citadela din Belfort. 

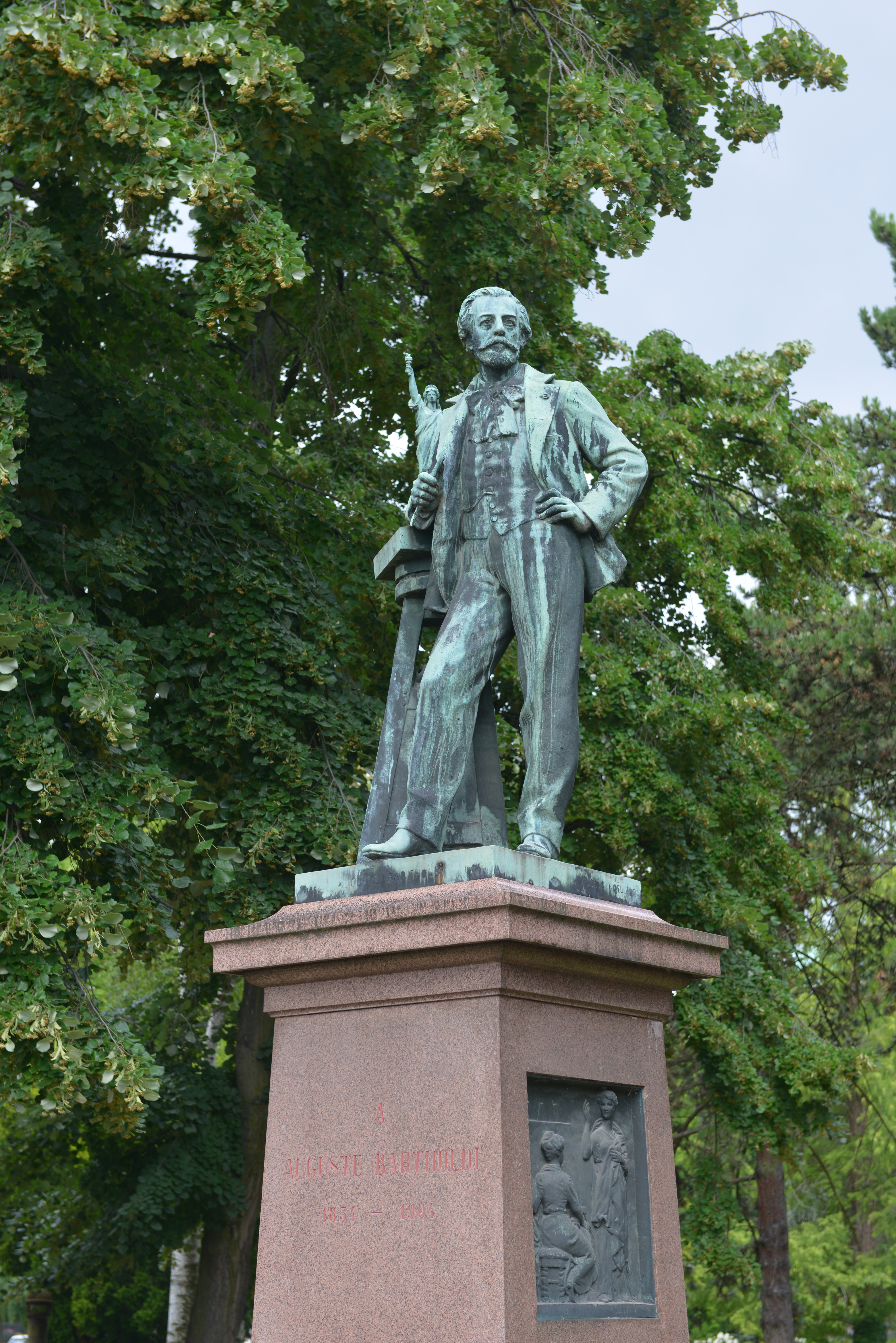
Statuia ridicată în onoarea lui Bartholdi în Colmar, alături cu o miniatură a Statuii Libertății

## Lucrări (selecție)
- 1856 Monumentul generalului Rapp, Colmar, Avenue de la République
- 1860 Statuia lui Martin Schongauer, Colmar, Musée Unterlinden
- 1864 Monumentul (fântâna) amiralului Armand Joseph Bruat, Colmar, Champ-de-Mars
- 1880 Leul din Belfort, Belfort, stânca de sub Citadelă
- 1886 Statuia Libertății, New York
- 1898 Fântâna  Schwendi,  Colmar, Place de l'Ancienne douane

Replici
- Flacăra Libertății, Paris, Place de l'Alma
- 1885 Statuia Libertății din Paris, Paris, pont de Grenelle
- 1889 Statuia Libertății din Grădina Luxembourg, Paris, jardin du Luxembourg
- Leul din Belfort, Replica din Piața Denfert-Rochereau în Paris

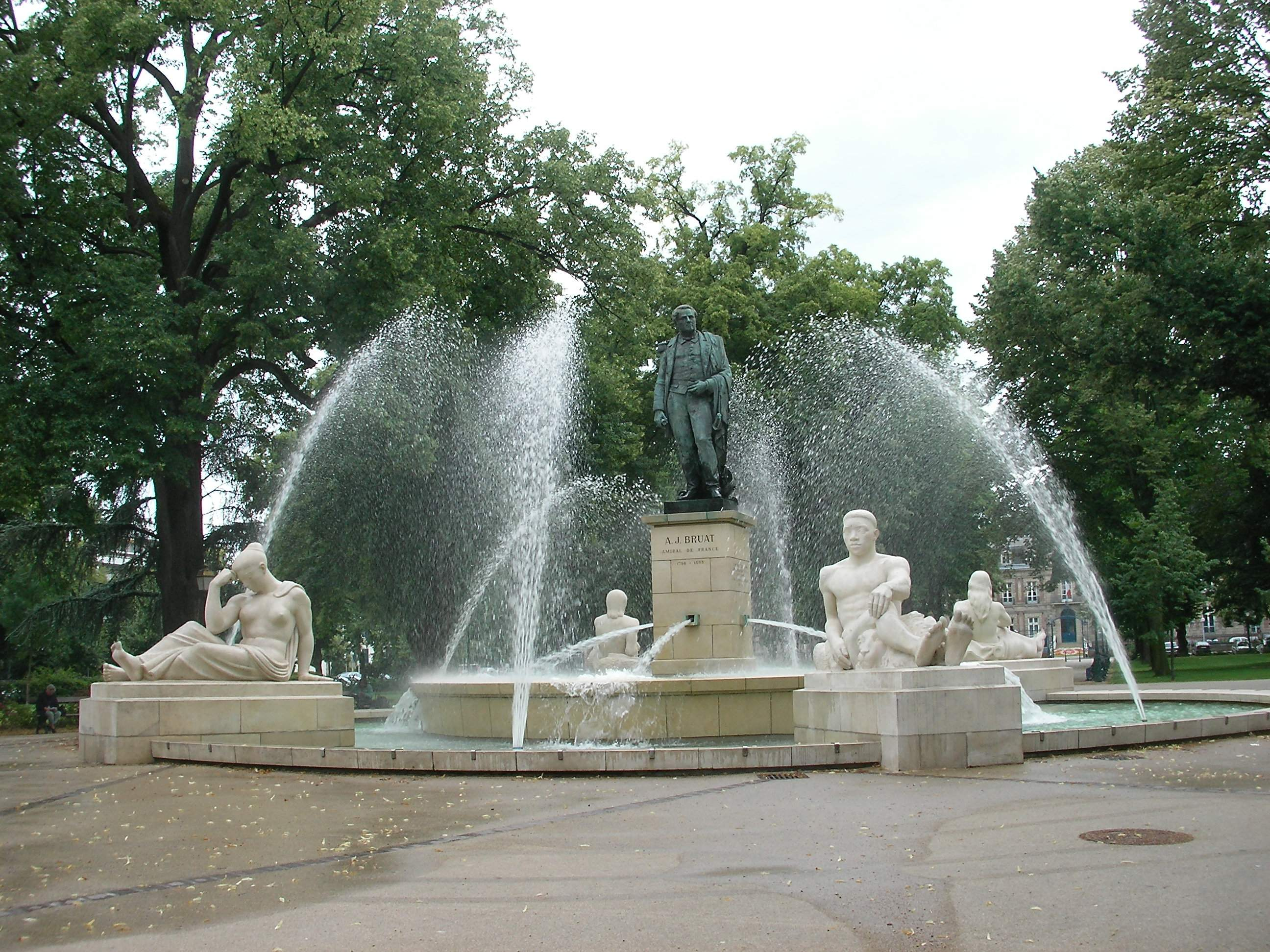
Fântâna Bruat, Colmar

- Leul din Belfort, Replica din Dorchester square în Montréal.